# Küdürlü
Küdürlü (também conhecida como: Kyudyurlyu) é uma vila e um município no rayon Shaki, no Azerbaijão. Ela tem uma população de 547 habitantes.